# Mubadala Citi DC Open 2023
Mubadala Citi DC Open 2023 byl společný tenisový turnaj na profesionálních okruzích mužů ATP Tour a žen WTA Tour, hraný  v Tenisovém centru Williama H.G. FitzGeralda. Padesátý čtvrtý ročník mužského a jedenáctý ženského Washington Open probíhal mezi 31. červencem a 6. srpnem 2023 v americkém hlavním městě Washingtonu, D.C. na dvorcích s tvrdým povrchem Sportmaster.
V roce 2023 se washingtonský turnaj sloučil s kalifornským Mubadala Silicon Valley Classic, od něhož převzal ženskou kategorii WTA 500 namísto nižší WTA 250. Vznikl tak Mubadala Citi DC Open jako první společný turnaj probíhající v kategoriích ATP 500 a WTA 500. Opuštěn byl název Citi Open z let 2012–2022. Ředitelem se stal Daniel Vallverdú, bývalý kouč Tomáše Berdycha.
Mužská polovina dotovaná 2 178 980 dolary se řadila do kategorie ATP Tour 500 jako třetí díl letní severoamerické US Open Series. Ženská část s rozpočtem 780 637 dolarů patřila do kategorie WTA 500. Nejvýše nasazenými singlisty se stali Američané, devátý hráč žebříčku Taylor Fritz a opět světová čtyřka Jessica Pegulaová, kteří vypadli v semifinále. Jako poslední přímí účastníci do dvouher nastoupili britský 142. tenista pořadí Liam Broady a 39. žena klasifikace Sloane Stephensová ze Spojených států.
V důsledku invaze Ruska na Ukrajinu na konci února 2022 řídící organizace tenisu ATP, WTA a ITF s grandslamy rozhodly, že ruští a běloruští tenisté moholi dále na okruzích startovat, ale do odvolání nikoli pod vlajkami Ruska a Běloruska.
Druhý singlový titul na okruhu ATP Tour vyhrál 33letý Brit Daniel Evans, jenž se posunul na nové kariérní maximum, 21. místo žebříčku. Čtvrtou trofej ve dvouhře okruhu WTA Tour a první na americké půdě vybojovala 19letá světová sedmička Coco Gauffová, která se stala nejmladší šampionkou historie Washington Open. Mužský debl ovládli Argentinci Máximo González s Andrésem Moltenim. Pátým párovým titulem se stali prvními argentinskými šampiony washingtonské čtyřhry. V ženské čtyřhře zvítězily Němka Laura Siegemundová s Věrou Zvonarevovou, jež si odvezly čtvrtou společnou trofej.

## Rozdělení bodů a finančních odměn

### Rozdělení bodů
| Soutěž       | Soutěž        | vítězové | finalisté | semifinalisté | čtvrtfinalisté | 16 v kole | 32 v kole | 48 v kole | Q  | Q2 | Q1 |
| ------------ | ------------- | -------- | --------- | ------------- | -------------- | --------- | --------- | --------- | -- | -- | -- |
| dvouhra mužů | [ 4 ]         | 500      | 300       | 180           | 90             | 45        | 20        | 0         | 10 | 4  | 0  |
| čtyřhra mužů | [ 13 ] [ 14 ] | 500      | 300       | 180           | 90             | 0         | —         | —         | 45 | 25 | 0  |
| dvouhra žen  | [ 5 ] [ 15 ]  | 470      | 305       | 185           | 100            | 55        | 1         | —         | 25 | 13 | 1  |
| čtyřhra žen  | [ 16 ]        | 470      | 305       | 185           | 100            | 1         | —         | —         | —  | —  | —  |

### Finanční odměny
| Soutěž                              | Soutěž        | vítězové  | finalisté | semifinalisté | čtvrtfinalisté | 16 v kole | 32 v kole | 48 v kole | Q2      | Q1      |
| ----------------------------------- | ------------- | --------- | --------- | ------------- | -------------- | --------- | --------- | --------- | ------- | ------- |
| dvouhra mužů                        | [ 4 ] [ 17 ]  | 353 455 $ | 188 505 $ | 97 785 $      | 51 055 $       | 26 905 $  | 14 725 $  | 7 855 $   | 4 125 $ | 2 355 $ |
| čtyřhra mužů                        | [ 13 ] [ 14 ] | 123 770 $ | 65 980 $  | 33 380 $      | 16 690 $       | 8 640 $   | —         | —         | —       |         |
| dvouhra žen                         | [ 5 ] [ 15 ]  | 120 150 $ | 74 161 $  | 43 323 $      | 22 800 $       | 11 600 $  | 8 320 $   | —         | 6 830 $ | 4 090 $ |
| čtyřhra žen                         | [ 16 ]        | 40 100 $  | 24 300 $  | 13 900 $      | 7 200 $        | 4 350 $   | —         | —         | —       | —       |
| částka ve čtyřhře je uvedena na pár |               |           |           |               |                |           |           |           |         |         |

## Mužská dvouhra

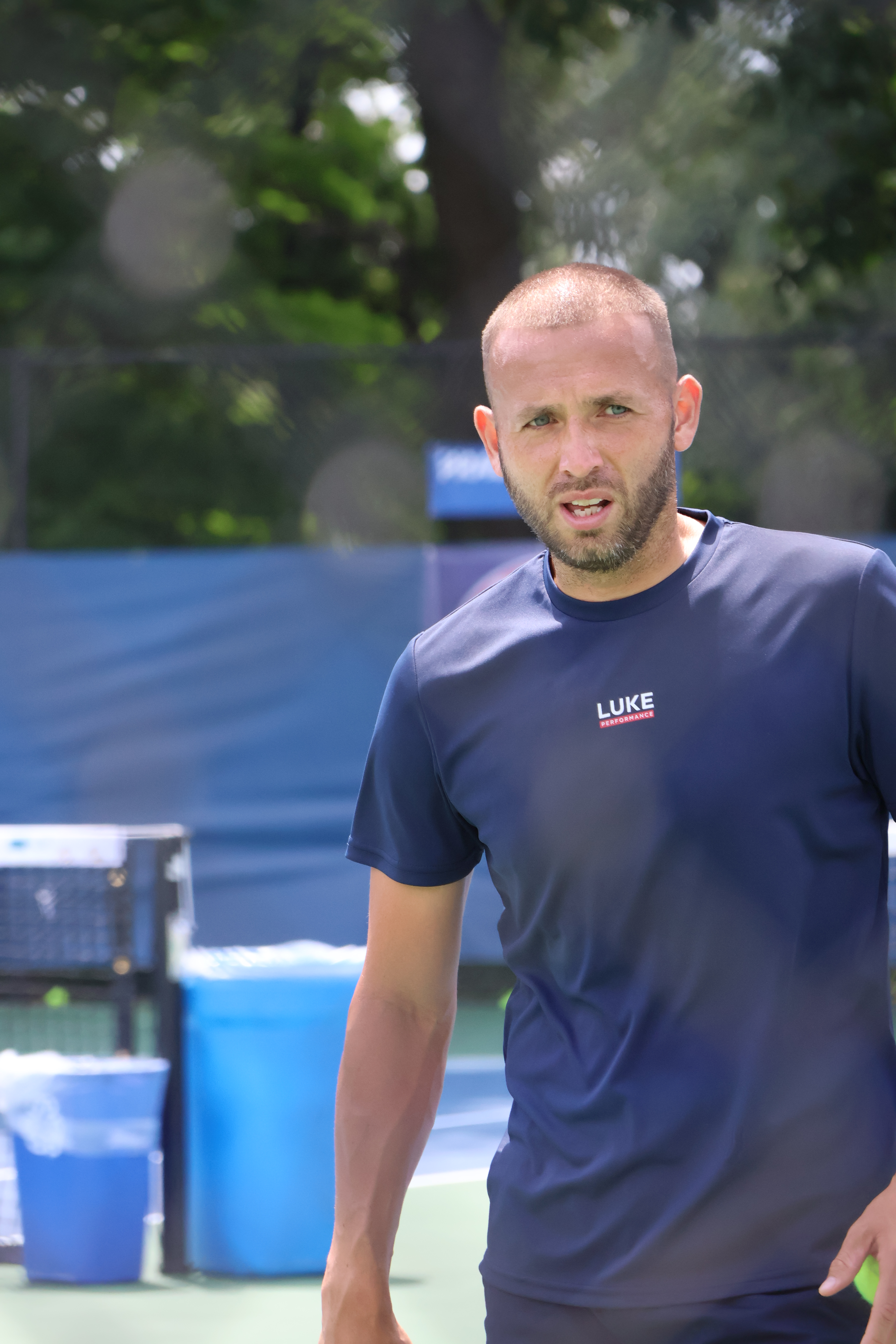
Vítěz Daniel Evans

### Nasazení

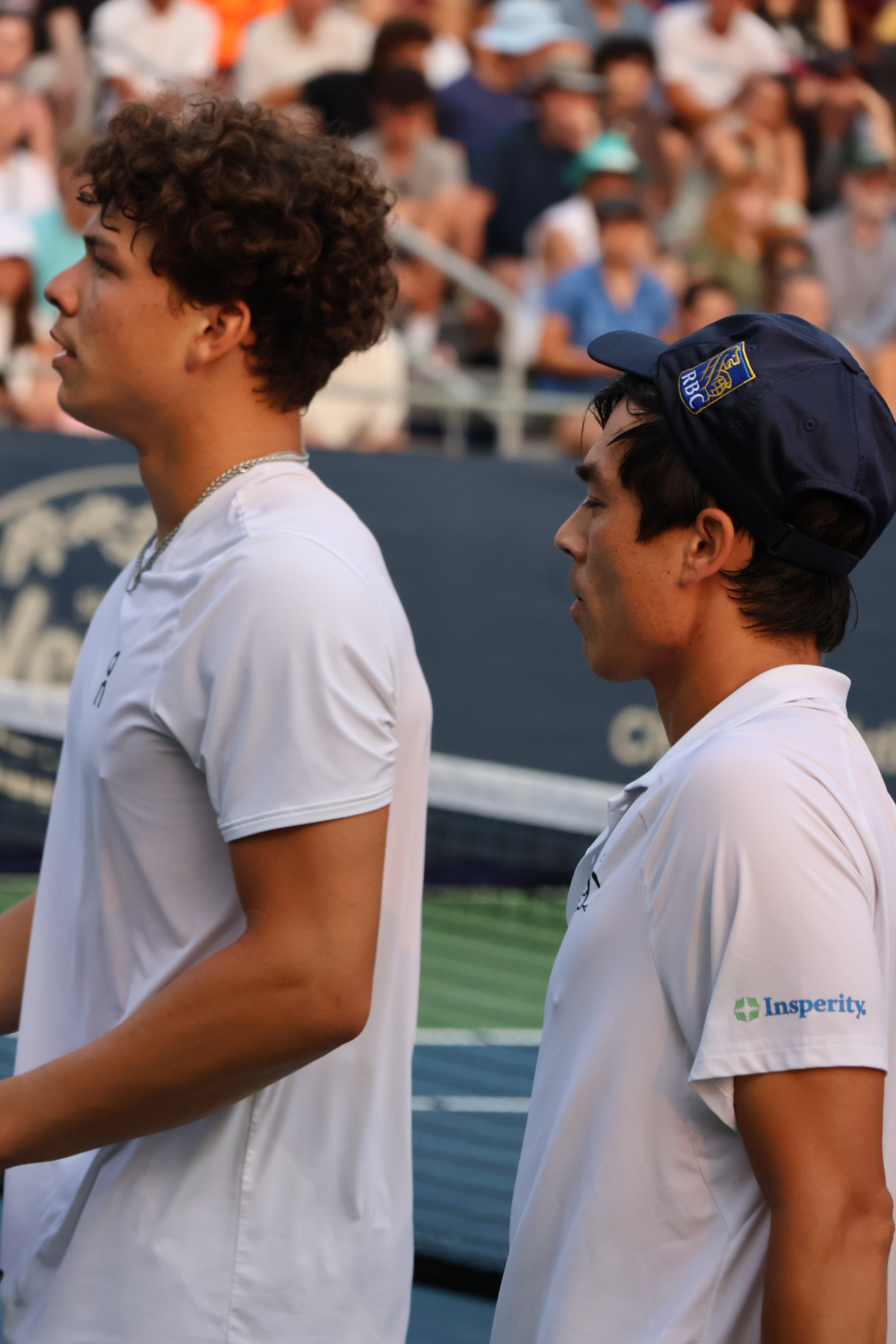
Finalisté čtyřhry Shelton s McDonaldem

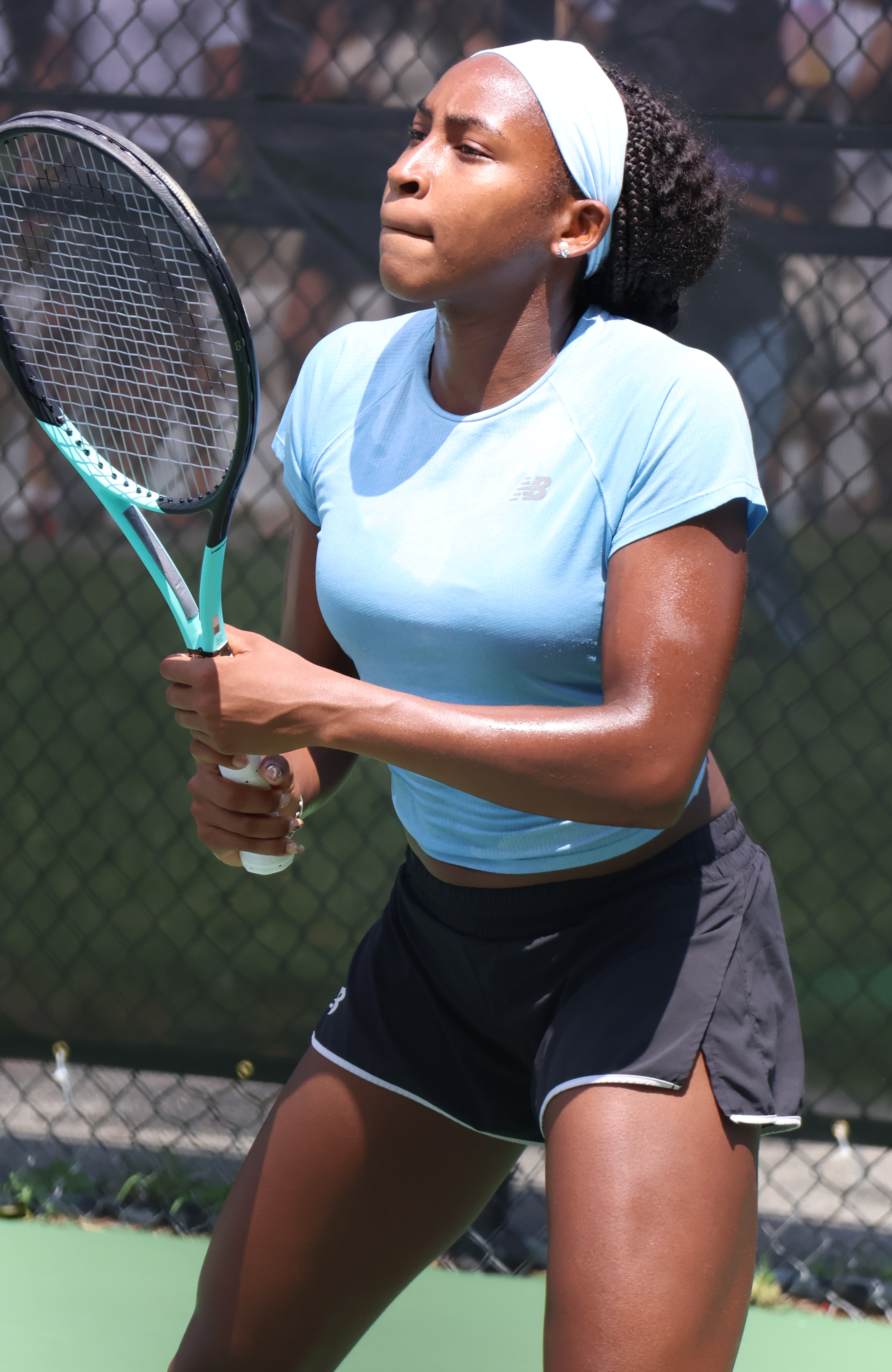
Vítězka Coco Gauffová

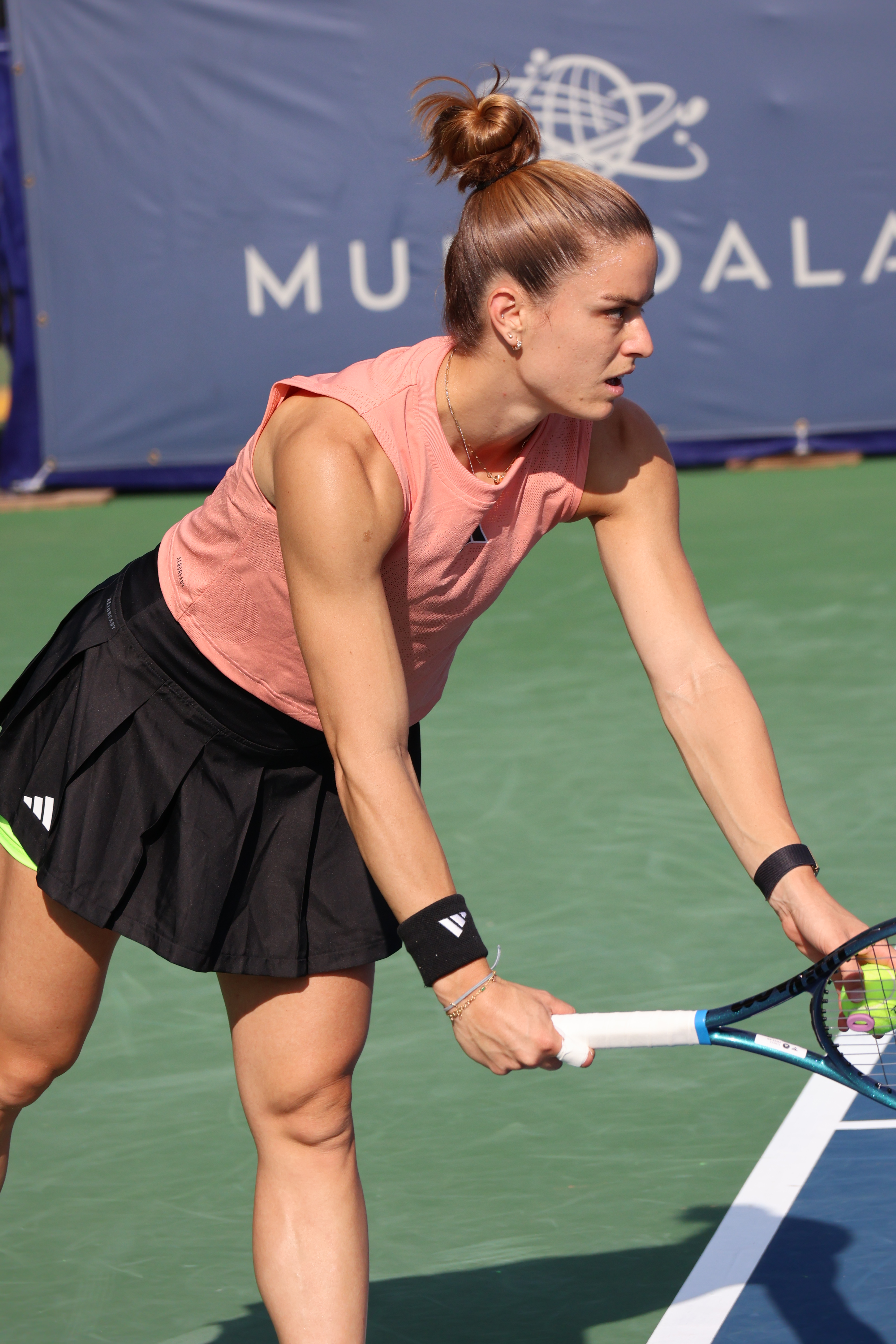
Finalistka Maria Sakkariová

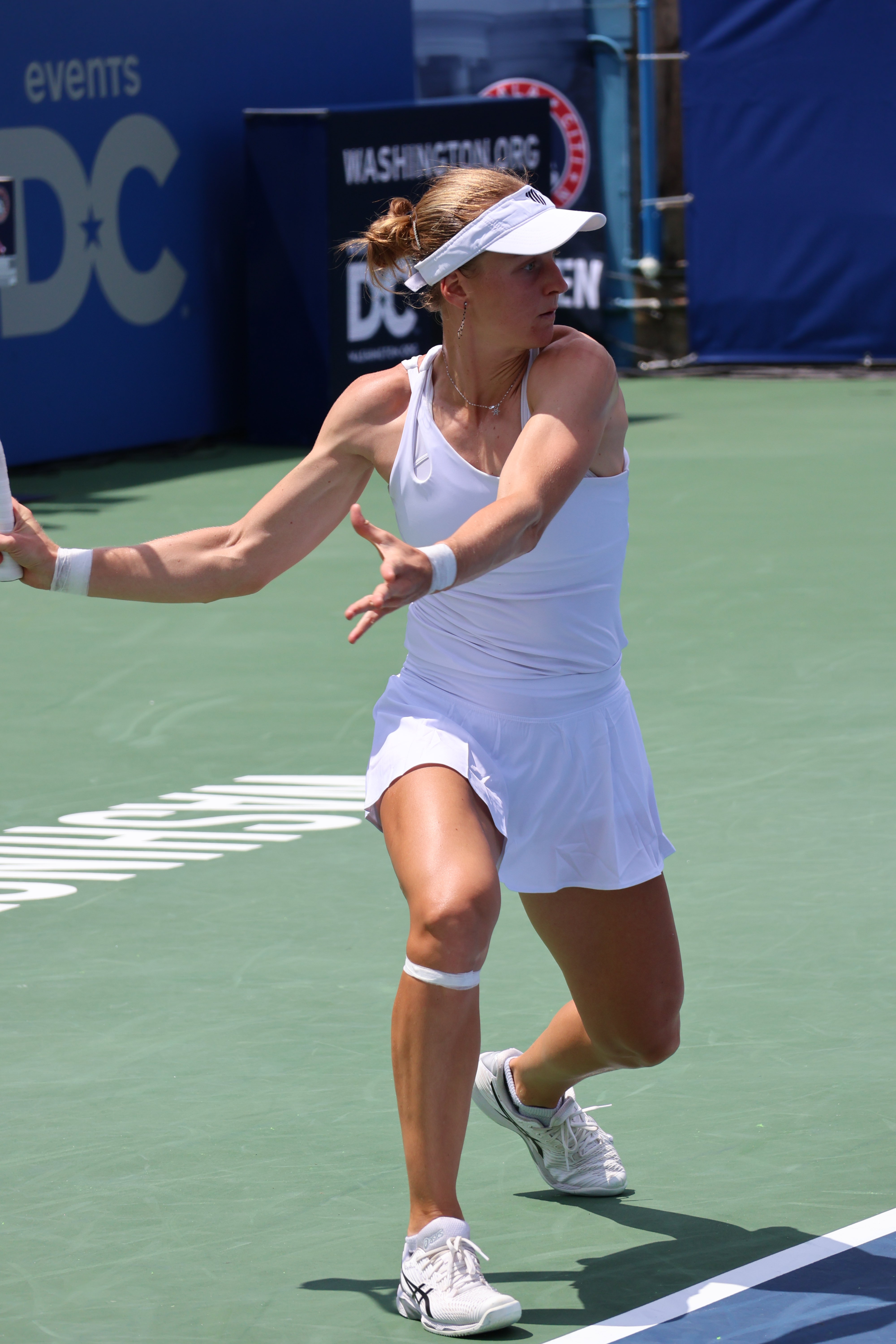
Semifinalistka Ljudmila Samsonovová

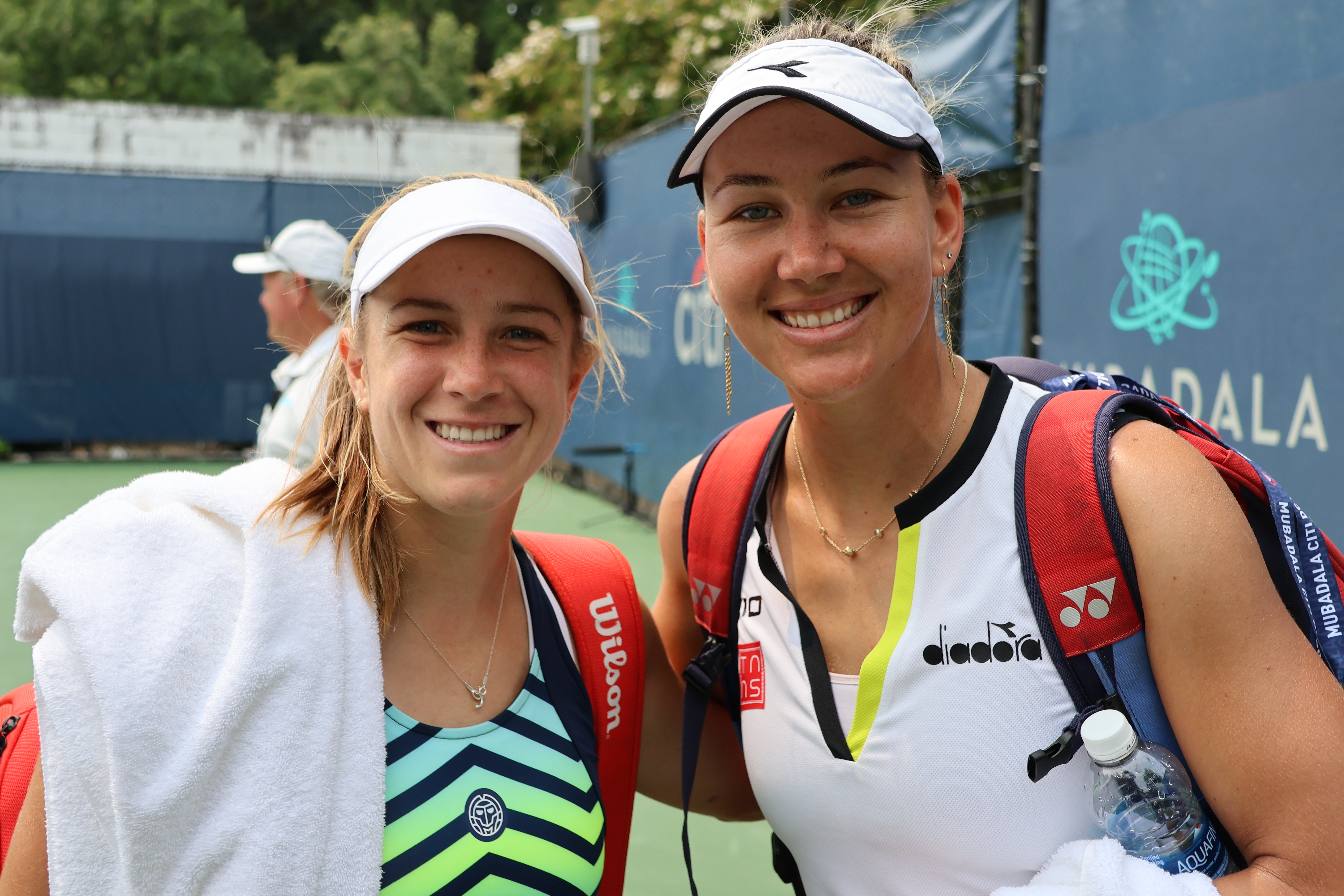
Nejvýše nasazené Perezová s Melicharovou-Martinezovovou

| Stát                             | Hráč                  | ATP | Nasazení |
| -------------------------------- | --------------------- | --- | -------- |
| USA                              | Taylor Fritz          | 9.  | 1.       |
| USA                              | Frances Tiafoe        | 10. | 2.       |
| Kanada                           | Félix Auger-Aliassime | 12. | 3.       |
| Polsko                           | Hubert Hurkacz        | 16. | 4.       |
| Bulharsko                        | Grigor Dimitrov       | 20. | 5.       |
| Kazachstán                       | Alexandr Bublik       | 26. | 6.       |
| Francie                          | Adrian Mannarino      | 27. | 7.       |
| USA                              | Sebastian Korda       | 28. | 8.       |
| Spojené království               | Daniel Evans          | 30. | 9.       |
| Japonsko                         | Jošihito Nišioka      | 31. | 10.      |
| USA                              | Christopher Eubanks   | 32  | 11..     |
| Nizozemsko                       | Tallon Griekspoor     | 36. | 12.      |
| Francie                          | Ugo Humbert           | 38. | 13.      |
| USA                              | Ben Shelton           | 41. | 14.      |
| Spojené království               | Andy Murray           | 42. | 15.      |
| USA                              | J. J. Wolf            | 46. | 16.      |
| Žebříček ATP k 24. červenci 2023 |                       |     |          |

### Jiné formy účasti
Následující hráčí obdrželi divokou kartu do hlavní soutěže:
- Kevin Anderson
- Gaël Monfils
- Kei Nišikori
- Ben Shelton

Následující hráč nastoupil pod žebříčkovou ochranou:
- Lloyd Harris

Následující hráči postoupili z kvalifikace:
- Bjorn Fratangelo
- Bradley Klahn
- Šintaró Močizuki
- Kiranpal Pannu
- Šang Ťün-čcheng
- Zachary Svajda

Následující hráč postoupil z kvalifikace jako šťastný poražený:
- Šó Šimabukuro

### Odhlášení
před zahájením turnaje
- Jérémy Chardy → nahradil jej   Alexandr Ševčenko
- Nick Kyrgios → nahradil jej  Michael Mmoh
- Daniil Medveděv → nahradil jej  Josuke Watanuki
- Kei Nišikori → nahradil jej  Šó Šimabukuro
- Denis Shapovalov → nahradil jej  Radu Albot
- Mikael Ymer → nahradil jej  Taró Daniel

## Mužská čtyřhra

### Nasazení
| Stát                                                                        | Hráč            | Stát               | Hráč              | ATP | Nasazení |
| --------------------------------------------------------------------------- | --------------- | ------------------ | ----------------- | --- | -------- |
| USA                                                                         | Rajeev Ram      | Spojené království | Joe Salisbury     | 11. | 1.       |
| USA                                                                         | Austin Krajicek | Chorvatsko         | Mate Pavić        | 23. | 2.       |
| Spojené království                                                          | Lloyd Glasspool | Finsko             | Harri Heliövaara  | 33. | 3.       |
| Salvador                                                                    | Marcelo Arévalo | Nizozemsko         | Jean-Julien Rojer | 36. | 4.       |
| Žebříček ATP k 24. červenci 2023; číslo je součtem umístění obou členů páru |                 |                    |                   |     |          |

### Jiné formy účasti
Následující páry obdržely divokou kartu do hlavní soutěže:
- Daniel Evans /  Andy Murray
- Mackenzie McDonald /  Ben Shelton

Následující pár postoupil do hlavní soutěže z kvalifikace:
- Alexandr Bublik /  Tallon Griekspoor

### Odhlášení
před zahájením turnaje
- Wesley Koolhof /  Neal Skupski → nahradili je  Grigor Dimitrov /  Nicolas Mahut

## Ženská dvouhra

### Nasazení
| Stát                             | Hráčka               | WTA | Nasazení |
| -------------------------------- | -------------------- | --- | -------- |
| USA                              | Jessica Pegulaová    | 4.  | 1.       |
| Francie                          | Caroline Garciaová   | 5.  | 2.       |
| USA                              | Coco Gauffová        | 7.  | 3.       |
| Řecko                            | Maria Sakkariová     | 9.  | 4.       |
|                                  | Darja Kasatkinová    | 11. | 5.       |
| Švýcarsko                        | Belinda Bencicová    | 15. | 6.       |
| USA                              | Madison Keysová      | 16. | 7.       |
|                                  | Ljudmila Samsonovová | 17. | 8.       |
| Žebříček WTA k 24. červenci 2023 |                      |     |          |

### Jiné formy účasti
Následující hráčky obdržely divokou kartu do hlavní soutěže:
- Bianca Andreescuová
- Danielle Collinsová
- Sofia Keninová
- Elina Svitolinová

Následující hráčka nastoupila pod žebříčkovou ochranou:
- Jennifer Bradyová

Následující hráčky postoupily z kvalifikace:
- Hailey Baptisteová
- Lauren Davisová
- Leylah Fernandezová
- Magdalena Fręchová

Následující hráčka postoupila z kvalifikace jako šťastná poražená:
- Peyton Stearnsová

### Odhlášení
před zahájením turnaje
- Paula Badosová → nahradila ji Sorana Cîrsteaová
- Sofia Keninová → nahradila ji  Peyton Stearnsová
- Veronika Kuděrmetovová → nahradila ji  Sloane Stephensová

## Ženská čtyřhra

### Nasazení
| Stát                                                                         | Hráčka                      | Stát      | Hráčka             | WTA | Nasazení |
| ---------------------------------------------------------------------------- | --------------------------- | --------- | ------------------ | --- | -------- |
| USA                                                                          | Nicole Melichar-Martinezová | Austrálie | Ellen Perezová     | 17. | 1.       |
| Japonsko                                                                     | Šúko Aojamová               | Kanada    | Gabriela Dabrowská | 38. | 2.       |
| Čínská Tchaj-pej                                                             | Čan Chao-čching             | Mexiko    | Giuliana Olmosová  | 40. | 3.       |
| Japonsko                                                                     | Miju Katová                 | Indonésie | Aldila Sutjiadiová | 69. | 4.       |
| Žebříček WTA k 24. červenci 2023; číslo je součtem umístění obou členek páru |                             |           |                    |     |          |

### Jiné formy účasti
Následující páry obdržely divokou kartu do hlavní soutěže:
- Hailey Baptisteová /  Sloane Stephensová
- Clervie Ngounoueová /  Alycia Parksová

### Odhlášení
před zahájením turnaje
- Clervie Ngounoueová /  Alycia Parksová → nahradily je  Makoto Ninomijová /  Sabrina Santamariová

## Přehled finále

### Mužská dvouhra
- Daniel Evans vs.  Tallon Griekspoor, 7–5, 6–3

### Ženská dvouhra
- Coco Gauffová vs.  Maria Sakkariová, 6–2, 6–3

### Mužská čtyřhra
- Máximo González /  Andrés Molteni vs.  Mackenzie McDonald /  Ben Shelton, 6–7(4–7), 6–2, [10–8]

### Ženská čtyřhra
- Laura Siegemundová /   Věra Zvonarevová vs.  Alexa Guarachiová /  Monica Niculescuová, 6–4, 6–4